# Oxbergs kapell

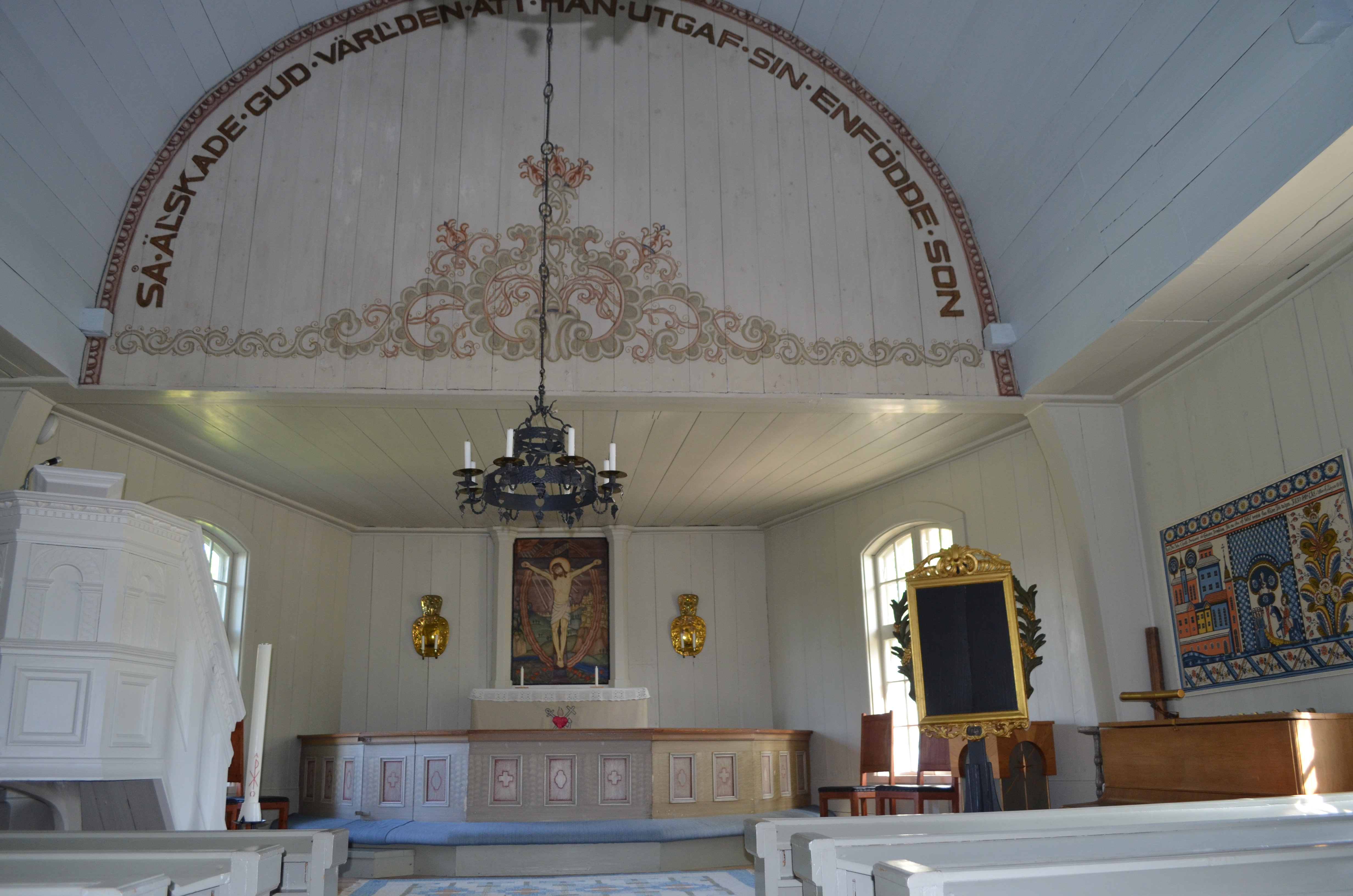
Oxbergs kapells sal

Oxbergs kapell är en kyrkobyggnad i Mora församling i Västerås stift. Kapellet ligger i Oxberg i Mora kommun och byggdes troligen 1733, enligt en inristning i en bjälke, men kan vara äldre.

## Historik
Kapellet byggdes som bönhus av byborna i Oxberg och Gopshus, som redan 1703 skrev till domkapitlet och bad att få hålla gudstjänst i någon av byarna några gånger per år. De fick avslag, och samma sak vid förfrågan 1713. 1736 bad man att få bönhuset klassat som kapell och 1738 att få medel till en reparation. Det avslås dock, eftersom byborna byggt byggnaden på eget bevåg.
1797 flyttades bönhuset och man bad då återigen om att få bli kapell, vilket bifölls året därpå. 1798 var också det år läktaren byggdes, med träplankor fästa på bjälkar, som man var tvungen att mer eller mindre klättra över för att kunna sätta sig. Någon gång mellan 1850 och 1866 tillkom vapenhuset. 1875–1876 reveterades fasaden och man byggde ett tresidigt kor i öster.
1915 flyttades kapellet igen, vilket föranleddes av omläggning av vägen och reglering av fastigheterna. Vid detta tillfälle genomförde man även en omfattande restaurering som gav kapellet sitt nuvarande utseende. Restaureringen började planeras 1912 och året därpå beviljades rikskollekt för bygget. Fredrik Falkenberg var den arkitekt man anlitade och F. Henriksson från Falun var byggmästare. Kapellet hade förfallit kraftigt, bland annat hade sakristian rasat ihop och den undermåligt utförda reveteringen hade lossnat i stora sjok. Man tog bort rappningen helt, och ersatte med stående panel. Man byggde för hålet till den raserade sakristian med stockar och tornspiran ersattes med den nuvarande huven. Stora arbeten utfördes invändigt, som helt ändrade karaktären på kapellet. I tunnvalvet satte man in två originella ljuskronor, tillverkade i Leksand, à åtta pipor. En ny restaurering utfördes 1941, då bland annat trossbotten lades in, och fem år senare fick kapellet elektrisk värme och belysning. 1966 byggdes en ny sakristia, efter ritningar av Per-Erik Holm.

## Inventarier
Predikstolen är från 1639 och satt ursprungligen i Mora kyrka, men flyttades 1757 tillsammans med en kyrkklocka, omgjuten samma år, som utgör kapellets lillklocka. Dopskålen är från 1966 och sattes i ett svarvat dopställ från omkring 1800. Den ställdes där man samma år tagit bort kaminen och ersatt med ett fiskbensmönstrat tegelgolv. 1980 fick man dock ett nytt dopställ av Oxbergs kyrkliga syförening. Det är fyrkantigt, gjort i trä och prytt med Betlehemsstjärnor. Det finns ytterligare två dopskålar, en i hamrat silver från 1932 och en i hamrad koppar, vilken också har ett lock och Betlehemsstjärnor fastlödda. Altartavlan är målad av Yngve Lundström 1916 och föreställer den korsfäste Kristus. Den ersatte en tavla föreställande Kristus i törnekrona från 1840 målad av Reinhold Richman. Kapellets två nummertavlor, av vilken den ena är skadad och undanställd, tillverkades för Mora kyrka 1755 av Olof Gerdman och Olof Emporagrius.

### Orgel
- 1954 byggde Olof Hammarberg, Göteborg en orgel med 7 stämmor, två manualer och pedal. Tidigare användes ett harmonium i kyrkan.[2] Harmoniet kom från Mora kyrka.[källa behövs]

Disposition:
| Manual I      | Manual II     | Pedal      |  |
| Principal 4'  | Gedackt 8'    | Gedackt 8' |  |
| Principal 4'  | Gemshorn 4'   |            |  |
| Mixtur 4 chor | Quintadena 2' |            |  |

- Den nuvarande orgeln flyttades till kyrkan 1986 från Sankt Mikaels kapell, Mora. Orgeln byggdes 1958 av Grönlunds Orgelbyggeri AB, Gammelstad. Den är mekanisk.[2]

Disposition:
| Manual I      | Manual II    | Pedal        | Koppel |
| Rörflöjt 8'   | Gedackt 8'   | Subbas 16'   | I/P    |
| Principal 4'  | Rörflöjt 4'  | Nachthorn 2' | II/P   |
| Blockflöjt 2' | Principal 2' | Dulcian 16'  | II/I   |
| Kvint 1 1/3'  | Regal 8'     |              |        |